# Понављање историје
Понављање историје или историјски рецидив јесте репетиција сличних или истих догађаја у историји. Концепт историјског понављања различито се примењује на целокупну историју света (нпр. на успоне и пропасти царстава), на понављајуће узорке у историји државних уређења, те на два специфична догађаја који имају упадљиву сличност. Хипотетски, у екстремном случају, концепт понављања историје подразумева облик доктрине вечног повратка, о којој се писало од антике и коју су у 19. веку описали Хајнрих Хајне (цитирао га Валтер Кауфман) и Фридрих Ниче (Весела наука и Тако је говорио Заратустра).
Концепт се често означава фразом „Историја се понавља”. Ово, међутим, у циклусима краћим од космолошког трајања не може да буде стриктно тачно (према Г. В. Тромпфу). У овој интерпретацији понављања, насупрот ничеовској интерпретацији, нема метафизике. Понављање се дешава због докучивих околности и ланаца узрочности. Сличан поглед је и 1763. представио Руђер Бошковић. Пример механизма је свеприсутни феномен вишеструког независног открића у науци и технологији, који су описали Роберт К. Мертон и Харијет Закерман.
Тромпф, у својој књизи Идеја историјске рекуренције у западњачкој мисли, бележи историјски понављане узорке политичке мисли и понашања на Западу од времена антике (стари век). Ако историја има лекције које треба да се науче, исте се парекселанс могу наћи у овим узорцима (примена концепта).
Понављања историје „упадљиве сличности” могу понекад да изазову осећај „склађивања”, „резонанце” или дежаву ефекта (о овоме се у популарној култури говорило у филму Дан мрмота).